# Ion (schrijver)
Ion van Chios (Oudgrieks: Ιων) (± 490 – 422 v.Chr.) was een veelzijdige Griekse dichter en prozaschrijver uit de 5e eeuw v.Chr.
Hij werd geboren op het Griekse eiland Chios, maar bracht het grootste gedeelte van zijn leven in Athene door, waar hij bevriend raakte met vooraanstaande intellectuelen, onder anderen Cimon, Aeschylus en Sophocles, en wellicht ook met Pericles en Socrates. Rond 450 trad hij voor het eerst op als tragediedichter tijdens het jaarlijkse festival van de Dionysia.  Hij won minstens eenmaal een eerste prijs.
Zijn werk, dat op enkele fragmenten na verloren gegaan is, omvatte tragedies, poëzie, historisch en filosofisch proza. 
- Van zijn drama’s kennen we een tiental titels (onder andere het saterspel Omphale, over Heracles' verblijf bij de gelijknamige Lydische koningin), en zijn enkele tientallen onbetekenende fragmenten bewaard gebleven. Niettemin schatten de Alexandrijnse filologen zijn werk zó hoog in, dat zij hem samen met Aeschylus, Sophocles en Euripides in de canon van de vijf grote tragici opnamen. Zijn stijl werd ook geprezen om zijn taalcorrectheid en zijn elegantie.

- Behalve tragedies schreef Ion ook lyrische en elegische gedichten, en, in proza, ook een geschiedkundig werk, de Χίου κτίσις (Stichting van Chios) over de ontstaansgeschiedenis van zijn geboorte-eiland, voorts memoires en een filosofische verhandeling met de titel Τριαγμός (Driedeling). Ook van deze werken bleven slechts een paar fragmenten over. In zijn reisherinneringen gaf hij onder andere geschreven portretten van beroemde Atheners, waarvan dat van Sophocles bewaard bleef.

- Bibsys: 95002414
- Bibliothèque nationale de France: cb12473379d (data)
- CiNii: DA07265783
- Gemeinsame Normdatei: 118775561
- International Standard Name Identifier: 0000 0003 9096 9781
- Library of Congress Control Number: n95013863
- Nationale Bibliotheek van Tsjechië: jx20080123004
- Nationale Bibliotheek van Israël: 987007429664205171
- Nederlandse Thesaurus van Auteursnamen: 069747008
- Réseau des bibliothèques de Suisse occidentale: 02-A012310469
- Istituto Centrale per il Catalogo Unico: SBLV081704
- LIBRIS: 191195
- Système universitaire de documentation: 033926344
- Virtual International Authority File: 284726704